# Ruta 254 (Costa Rica)
La Ruta 254, oficialmente Ruta Nacional Secundaria 254, es una ruta nacional de Costa Rica ubicada en la provincia de Guanacaste.

## Descripción
En la provincia de Guanacaste, la ruta atraviesa el cantón de Carrillo (los distritos de Palmira, Sardinal).